# Cleora dobboensis
Cleora dobboensis là một loài bướm đêm trong họ Geometridae.